# N.O.
「N.O.」（エヌ・オー）は、日本の音楽ユニットである電気グルーヴの楽曲。
1994年2月2日にKi/oon Sony Recordsより3枚目のシングルとしてリリースされた。4枚目のオリジナル・アルバム『VITAMIN』（1993年）からリカットとして、前作「SNAKEFINGER」（1992年）よりおよそ1年4か月振りにリリースされた。作詞および作曲は石野卓球が担当、電気グルーヴによるセルフ・プロデュースとなっている。
1枚目のアルバム『662 BPM BY DG』（1990年）収録曲であった「無能の人 (LESS THAN ZERO)」をスタッフの要望によりリメイクした楽曲。しかし当時の石野はアルバム全体の音楽性と異なる本作の収録に対して否定的であったため、「N.O.」という仮タイトルのままリリースされることとなった。
本作のシングル盤はオリコンシングルチャートにおいては最高位第21位となったものの登場週数は12回で売り上げ枚数は13.6万枚となり、当時の電気グルーヴとしては最も高い売り上げを記録したシングルとなった。特に表記はされていないがシングル・バージョンはアルバム・バージョンよりもイントロが数秒省略されている。シングル・バージョンは後にベスト・アルバム『電気グルーヴのゴールデンヒッツ〜Due To Contract』（2011年）に収録された。

## 背景
本作はインディーズレーベルからリリースされた電気グルーヴの1枚目のアルバム『662 BPM BY DG』（1990年）において「無能の人 (LESS THAN ZERO)」のタイトルで収録されていた楽曲であり、メジャーレーベルからリリースされた初のアルバム『FLASH PAPA』（1991年）に収録する案もあったが、当時のディレクターによる「これはいい曲だから、ココぞってときに出すジョーカーでとっておこう」という発案により収録が見送られた。
その後4枚目のアルバム『VITAMIN』（1993年）制作時に同作がインストゥルメンタルを中心に構成されていたため、同アルバムの内容に危機感をもったレコード会社側が急遽本作をアルバムに収録することを提案、しかしそれに対し石野はすでに過去の曲であり青春ソングのような内容であったことから収録に反対、ピエール瀧は後に「周囲は『VITAMIN』のときがジョーカーを切るときだと思ってたんだけど、俺らはそれに反対だった」と述べている。
アルバム制作時にメンバーは本作を収録する意図は全くなく、アルバム完成後に最終曲として収録する案をレコード会社側が提案、しかし当時の石野卓球は表現したい音に対するプランが明確に存在しており、そのプランとかけ離れた過去の曲を収録することに抵抗があったためレコード会社側と衝突することになった。結果として本作はアルバム『VITAMIN』の最終曲として、曲間を空けた上でボーナス・トラックのような形で収録されることとなった。瀧は後に当時のことを「ジョーカーを出さざるをえないほどの状況にあった」と述べている。

## 録音
トラックのコンセプトは、子門'z名義の「トランジスタラジオ」（1993年）に続いて“完全居酒屋対応チューン”として制作された。本曲はメジャーデビュー後もファンからのリメイクの要望が強く、石野もそれを望んではいたが、正統派ポップス歌謡的なその内容は『VITAMIN』制作時の同グループにとって目指していた方向性と正反対に位置する楽曲でもあった。
曲中の「We like the music, we like the disco sound, hey!!」と歌う声は、石野が敬愛するイギリスのユニットポップ・ウィル・イート・イットセルフのシングル「キャン・ユー・ディグ・イット」（1989年）の中からサンプリングしたものである。『662 BPM BY DG』制作時の電気グルーヴのスタイルは、サンプリングを売り物にしていたポップ・ウィル・イート・イットセルフの手法を参考に確立されたものであるが、ポップ・ウィル・イート・イットセルフは、元々ベル・エポックのシングル「ブラック・イズ・ブラック」（1977年）から同フレーズをサンプリングしているため、電気グルーヴの引用は孫引きということになる。

## 歌詞と曲タイトル
アルバム『VITAMIN』への収録に当たり、打ち込みを砂原良徳が担当する形でトラックも新規に制作しリメイクされた。歌詞の内容は電気グルーヴの前身である人生が解散した当時の石野の心情を歌ったもので、一部歌詞を書き直している。歌詞中に「カーテンもないし」という一節が存在するが、当時の石野の自宅には実際にカーテンがなく、代わりにブルース・リーのポスターを窓に貼っていたと述べている。また、リメイクした当時を振り返り石野は「その頃はもうカーテンもあったし」と述べている。
石野が通学していた高校は校則が厳しかったため、当時落ち込んでいた石野にとって心の癒しであったのがイギリスのバンド「ニュー・オーダー」であった。そのため「ニュー・オーダー」の略である「N.O.」と「無」を意味する英語「NO」との掛詞として通称「N.O.」とされていた。しかし石野は後に意に添わぬ形でアルバムに収録されたことから本来のタイトルである「無能の人 (LESS THAN ZERO)」を使用せず、通称である「N.O.」として収録したことに対して後悔していると発言している。また、セルフ・トリビュート・アルバム『The Last Supper』（2001年）収録時には「Nord Ost」（ドイツ語で北東）というタイトルが改めて付け加えられている。
石野はカラオケに行った際に人から依頼された場合は本作を歌唱すると述べており、本作歌唱時の肝は歌詞中の「学校ないし」の部分の導入部分で「んが!（っこうないし）」と歌唱することであると述べたほか、サビ部分に振り付けを付ければ「20〜30万枚は上乗せできたかもしれない」と笑いながらコメントしている。

## アートワーク
本作のシングル盤ジャケットは裏側にのみメンバーの顔写真が使用されており、折りたたまれた部分を広げることで表側の身体部分と顔が繋がって見える構成となっている。この身体部分はメンバーとは別人のものであり、シングルCDの棚から客が手に取って見たくなるような仕掛けが検討された結果、身体のみが写っているジャケットになったと瀧は述べている。また瀧は縦長のジャケットはデザインが困難であり、イメージを表現することに苦心することも多かったと述べている。さらに、本作のシングル盤より電気グルーヴのロゴが以前の「電気GROOVE」からスージー甘金がデザインした「電気グルーヴ」表記のロゴに変更された。

## チャート成績
本作のシングル盤はオリコンシングルチャートにおいて最高位第21位の登場回数12回で売り上げ枚数は13万枚となった。本作のリリースに否定的であった石野であったが、ラジオ番組などで頻繁に放送されたことなどもあり、本作の売上に関しては「電気始まって以来のスマッシュヒット」になったと述べている。またそれを受けて瀧は「いま振り返ると、結果オーライだった」と述べている。
本作の売り上げ枚数は電気グルーヴのシングル売上ランキングにおいて第2位となっている。また、「みんなのランキング」における投票結果では「おすすめ曲」として第1位に選定された。

## ミュージック・ビデオ
本作のミュージック・ビデオは、白い空間の中でメンバーが白色の衣装を着て演奏を行う内容となっている。監督は塩坂芳樹。瀧は、特殊メイクによりフランケンシュタインのコスプレをしてステージ上を徘徊するという動きを見せた。このビデオは後にミュージック・ビデオ集『電気グルーヴのゴールデンクリップス〜Stocktaking』（2011年）に収録されている。

## ライブ・パフォーマンス
テレビ出演時に本作を披露する際、途中の歌パート以外に担当ポジションの無い瀧は様々なパフォーマンスを行っていた。1994年1月15日放送のテレビ東京系バラエティ番組『タモリの音楽は世界だ』（1990年 - 1996年）において「テクノ特集」でゲスト出演した際、本作披露時に瀧はおもちゃのギターを振り回していた。途中、勢い余って遠くに飛んでいき、慌てて拾いに行く姿も見られた。同年2月23日放送のフジテレビ系音楽番組『MJ -MUSIC JOURNAL-』（1992年 - 1994年）に出演した際、瀧はローランドのロゴのついたサンドバッグを殴ったり、数羽のニワトリを逃がして捕まえるというパフォーマンスを行っている。途中逃げ回ったニワトリが思ったよりもスタジオ中に散らばってしまい、瀧が画面からフェイドアウトする場面も見受けられた。さらに同年3月放送の日本テレビ系バラエティ番組『スーパージョッキー』（1983年 - 1999年）にゲスト出演した際、司会の細川ふみえが「今回は特別な楽器で演奏します」と発表したものの、実際は瀧が後ろで轆轤（ろくろ）を回転させた上で陶芸粘土で形を作っただけであった。演奏終了後、司会のビートたけしは「何をやっていたんでしょうか」と苦笑した。その他にも、わたあめを作る、ギターを振り回す、琵琶を弾く、おにぎりを握るなどの「演奏（パフォーマンス）」を行っている。瀧は後に当時のことを振り返り、「この曲でテレビに出るときは、やること何もないからロクロ回してたんだから。しかもリハまでやって」と述べている。
その他、2015年12月14日放送のフジテレビ系バラエティ番組『SMAP×SMAP』（1996年 - 2016年）に電気グルーヴは初出演し、「N.O. 2016」と題した新バージョンでSMAPとともに歌唱を行った。

## メディアでの使用
ハドソンのスーパーファミコン用ソフト『桃太郎電鉄HAPPY』（1996年）では、ゲーム中に登場する「シードーム」でのコンサートイベントにおいて、電気グルーヴをモチーフにした「電グル」なるバンドが登場し、「MOMOOH」と言う「N.O.」に似た曲が流れる。

## 別バージョン
同時収録の「N.O. (Ken Ishii Reproduction)」はケン・イシイとしては初のリミックス提供作品。このシングルが発売された当時、既にイシイはR&Sや+8といった当時のテクノ主力レーベルから作品を発表してはいたが、日本ではその情報がほとんど皆無に等しかった時代であり、石野も渡英した際に現地のテクノファンからその名を知らされた程であった。帰国後、すぐさまニッポン放送ラジオ番組『電気グルーヴのオールナイトニッポン』（1991年 - 1994年）においてイシイのアルバム『Garden On The Palm』の収録曲が放送された。イシイが日本居住者であることがわかるとすぐさま石野は接触を図り、本リミックスの制作が実現した。初対面の際には石野とイシイ、お互いの当時の恋人が同席して紹介しあったという。一部ノイズが入っているが、このリミックス制作当時、ギタリストの友人がケン・イシイ自宅スタジオを訪れた際に、ミキサーにギターをつなぎ全開で音を出して以降、ノイズが入るようになってしまったとのこと。
電気グルーヴのドキュメンタリー映画『DENKI GROOVE THE MOVIE? ～石野卓球とピエール瀧～』（2015年）のサウンドトラックとしてリリースされたコンピレーションアルバム『DENKI GROOVE THE MOVIE? -THE MUSIC SELECTION-』では、新録バージョンが収録されている。

## カバー
- 衛藤利恵 - 『The Last Supper』にて、ドイツ語歌詞ヴァージョンカバー。NHK教育語学番組『ドイツ語会話』（1990年 - 2008年）の2001年度オープニングテーマとして使用された。
- POLYSICS - 『The Last Supper』初回限定盤付属のボーナスディスクに収録。
- CUBE JUICE - ビクターオムニバスアルバム『X THE STREET』（2004年）に収録。
- ワッツシーゾンビ - 同バンドオリジナルアルバム『W.Z.』（2013年）に収録[12]。
- ハンバート ハンバート - 同デュオオリジナルアルバム『FOLK』（2016年）に収録[13]。

## シングル収録曲
| 全作詞: 石野卓球。 |                                  |           |                    |            |      |
| #                  | タイトル                         | 作詞      | 作曲               | リミックス | 時間 |
| 1.                 | 「N.O.」                         | 石野卓球  | 石野卓球           |            | 4:02 |
| 2.                 | 「4U Rack And Roll」             | 石野卓球  | 砂原良徳、石野卓球 |            | 5:03 |
| 3.                 | 「N.O.」(Ken Ishii Reproduction) | 石野卓球  | 石野卓球           | Ken Ishii  | 6:01 |
| 合計時間:          | 合計時間:                        | 合計時間: | 合計時間:          | 15:06      |      |

## 参加ミュージシャン
- 會田茂一 – ギター